# الدوري السوفيتي الممتاز لكرة القدم 1945
الدوري السوفيتي الممتاز لكرة القدم 1945 هو الموسم 8 من  الدوري السوفيتي الممتاز لكرة القدم. أقيم خلال الفترة 19 مايو 1945 وحتى 22 سبتمبر 1945، والذي يشرف على تنظيمه الاتحاد السوفيتي لكرة القدم، وكان عدد الأندية المشاركة فيه  12، وفاز فيه دينامو موسكو.